# Derzjprom (metrostation)
Derzjprom (Oekraïens: Держпром, ⓘ; Russisch: Госпром, Gosprom) is een station van de metro van Charkov. Het station maakt deel uit van de Oleksiejivska-lijn en werd geopend op 6 mei 1995. Het metrostation bevindt zich onder het Plosjtsja Svobody (Vrijheidsplein) in het centrum van Charkov. Zijn naam dankt het station aan het Derzjprom-gebouw aan het bovenliggende plein. Station Derzjprom vormt een overstapcomplex met het aangrenzende station Oeniversytet op de Saltivska-lijn.
Het station is diep gelegen en beschikt over een perronhal die door arcades van de sporen wordt gescheiden. Het ontwerp van het station komt vrijwel overeen met dat van het naburige metrostation Architektora Beketova; station Derzjprom onderscheidt zich echter door zijn grijs-witte kleurstelling. De wanden zijn bekleed met betonnen tegels, de vloer is afgewerkt met gepolijst graniet. Aan het westelijke uiteinde van het perron leiden vier roltrappen naar de stationshal, aan de oostzijde bevindt zich de verbindingstunnel met station Oeniversytet, waarin ook enkele kleine winkels zijn ondergebracht. De toegang tot het station bevindt zich op de hoek van het Plosjtsja Svobody en de Voelytsja Trynklera.

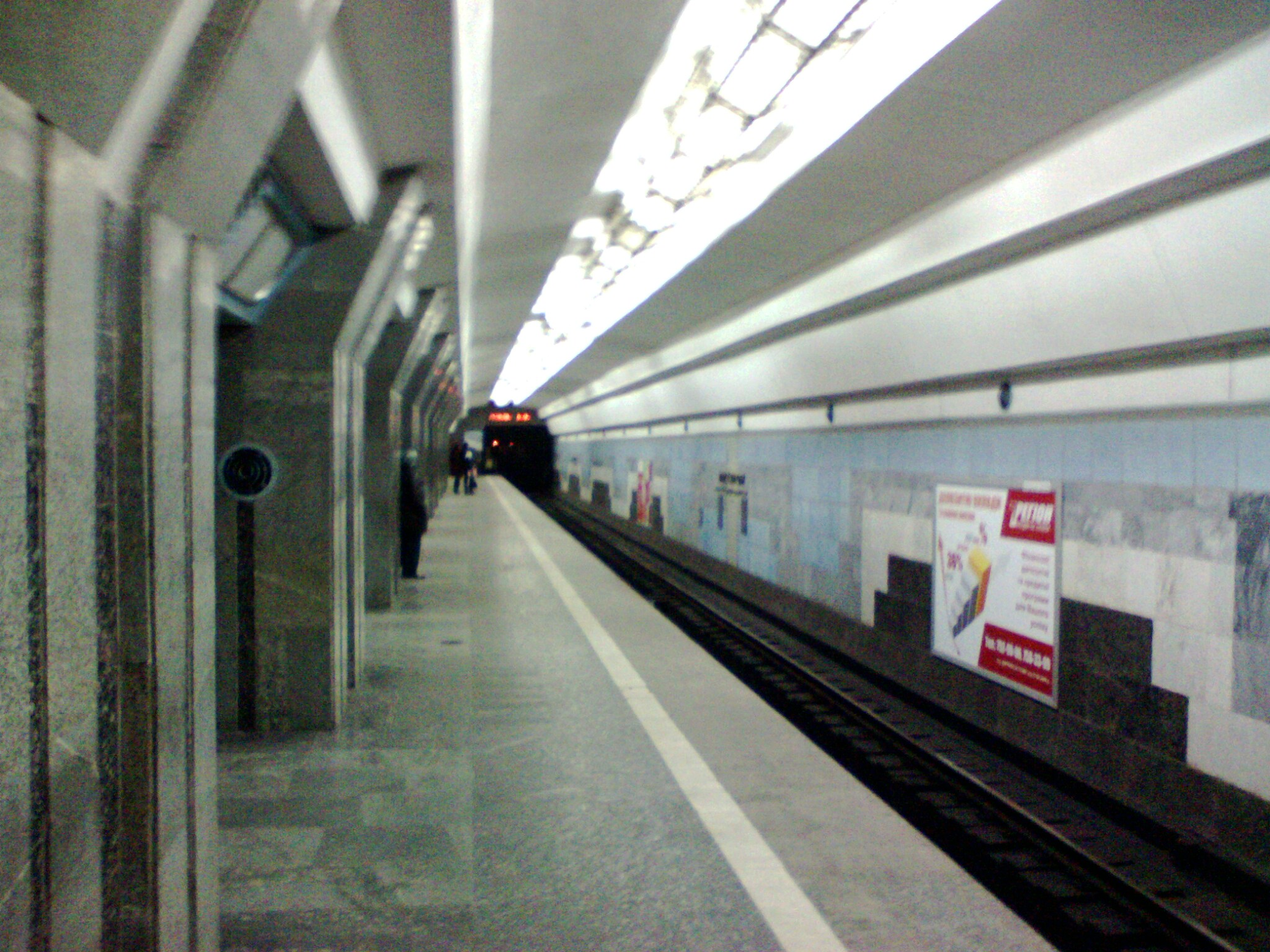
Perron